# ソトロン
ソトロン (sotolon, sotolone)、別名キャラメルフラノン (caramel furanone)、ショ糖ラクトン (sugar lactone)、フェヌグリークラクトン (fenugreek lactone) はラクトンの一種であり、非常に強い芳香化合物である。高濃度では典型的なフェヌグリークまたはカレーの臭いが、低濃度ではメープルシロップやキャラメル、焦がした砂糖の臭いがする。
ソトロンはフェヌグリークの種子やラビッジの香りと風味の主要成分であり、またメープルシロップの香りおよび風味の成分の一つでもある。糖蜜、熟成したラム酒、熟成した日本酒、白ワイン、フロール、シェリーなどの酒類、焙ったタバコ、キノコ・アカチチモドキ (Lactarius helvus) を干したもの、などに存在する。
ソトロンは比較的変化を受けないまま体内を通過できるので、ソトロンを豊富に含むフェヌグリークのような食品を摂取すると、汗や尿にメープルシロップの香りが付くことがある。遺伝性疾患であるメープルシロップ尿症の患者は、ソトロンを体内で産生し、尿中に排泄することもある。